# Polioptila clementsi
A Polioptila clementsi a madarak osztályának a verébalakúak (Passeriformes) rendjéhez és a szúnyogkapófélék (Polioptilidae) családjához tartozó faj.

## Rendszerezése
A fajt Bret M. Whitney és José Alvarez Alonso írta le 2005-ben.

## Előfordulása
A nemrég leírt faj Peru területén honos. A természetes élőhelye szubtrópusi és trópusi síkvidéki erdők.

## Megjelenése
Testhossza 10 centiméter, testtömege 5-6 gramm.

## Természetvédelmi helyzete
Az elterjedési területe nagyon kicsi, egyedszáma pedig minimális. A Természetvédelmi Világszövetség Vörös listáján súlyosan veszélyeztetett fajként szerepel.